# Finn Bergan
Finn Bergan, född 8 juli 1918, död 1986, var en norsk filmfotograf.
Bergan började som fotoassistent 1946 i Englandsfarare. Under 1940-, 1950- och 1960-talen arbetade han som fotograf åt bland andra Arne Skouen och Ivo Caprino.

## Filmografi (urval)
A-foto
- 1951 – Vad vore livet utan dig
- 1951 – Dei svarte hestane
- 1953 – Naturen og eventyret
- 1954 – Cirkus Fandango
- 1955 – Pyromanen
- 1955 – Barn av solen
- 1957 – Smuglere i smoking
- 1958 – Pastor Jarman kommer hjem
- 1959 – Herren och hans tjänare
- 1960 – Omringad
- 1960 – Petter fra Ruskøy